# 영천 조치우 옥비
영천 조치우 옥비(永川 曺致虞 玉碑)는 대한민국 경상북도 영천시 대창면 대재리에 있는 비석이다. 2015년 12월 28일 경상북도의 유형문화재 제490호로 지정되었다.

## 지정 사유
이 비는 조선 전기의 청백리로서 깨끗한 관리의 표상이 된 인물인 조치우(1459∼1527)의 死後 국왕으로부터 특별히 하사받은 玉으로 만든 비석이다. 현재 유후재와 함께 경상북도 문화재자료 제101호로 지정되어 있다.
비신의 높이는 94cm, 폭 34.5cm, 두께 14.2cm이고, 좌대는 거북모양이며, 비면에는‘御賜淸白吏曺致虞玉碑’라고 음각되어 있다. 원래 묘소 앞에 위치하여 있었으나 1851년에 재사인 유후재로 옮겼다.
이 비는 조선 전기에 玉으로 만든 비석이라는 점에서 희소성이 있을 뿐만 아니라 맑고 깨끗한 덕을 높이 평가받아 국왕으로부터 하사받은 점도 돋보인다. 하지만 국가지정문화재(寶物)로 지정하기에는 미흡하므로 有形文化財로 승격하여 지정한다.

## 같이 보기
- 조치우
- 유후재

## 참고 자료
- 영천 조치우 옥비 - 국가유산청 국가유산포털